# Tenhya
Tenhya (auch: Tenhia, Tenhiya, Tenihiya) ist eine Landgemeinde im Departement Tanout in Niger.

## Geographie
Tenhya liegt in der nördlichen Sahelzone. Die Nachbargemeinden sind Aderbissinat im Nordwesten, Tabelot im Nordosten, Tesker im Osten, Tanout im Süden und Tarka im Westen. Bei den Siedlungen im Gemeindegebiet handelt es sich um drei Dörfer und 101 Wasserstellen. Der Hauptort der Landgemeinde ist Tenhya.

## Geschichte
Die Landgemeinde Tenhya wurde als Verwaltungseinheit 2002 im Rahmen einer landesweiten Verwaltungsreform in einem zuvor gemeindefreien Gebiet gegründet.

## Bevölkerung
Bei der Volkszählung 2012 hatte die Landgemeinde 31.057 Einwohner, die in 5580 Haushalten lebten. Bei der Volkszählung 2001 betrug die Einwohnerzahl 15.122 in 2729 Haushalten.
Im Hauptort lebten bei der Volkszählung 2012 386 Einwohner in 68 Haushalten, bei der Volkszählung 2001 715 in 130 Haushalten und bei der Volkszählung 1988 84 in 23 Haushalten.
In ethnischer Hinsicht ist die Gemeinde ein Siedlungsgebiet von Tuareg, Kanuri und Fulbe. Hier leben Angehörige der Fulbe-Untergruppe Wodaabe und der Tuareg-Untergruppen Ichiriffen, Imdan, Inesseliman, Kel Ates, Kel Iferwane und (im Westen der Landgemeinde) Ifoghas, die alle auf Fernweidewirtschaft spezialisiert sind.

## Politik
Der Gemeinderat (conseil municipal) hat 12 gewählte Mitglieder. Mit den Kommunalwahlen 2020 sind die Sitze im Gemeinderat wie folgt verteilt: 6 PNDS-Tarayya, 5 NIGERENA und 1 MPR-Jamhuriya.

## Wirtschaft und Infrastruktur

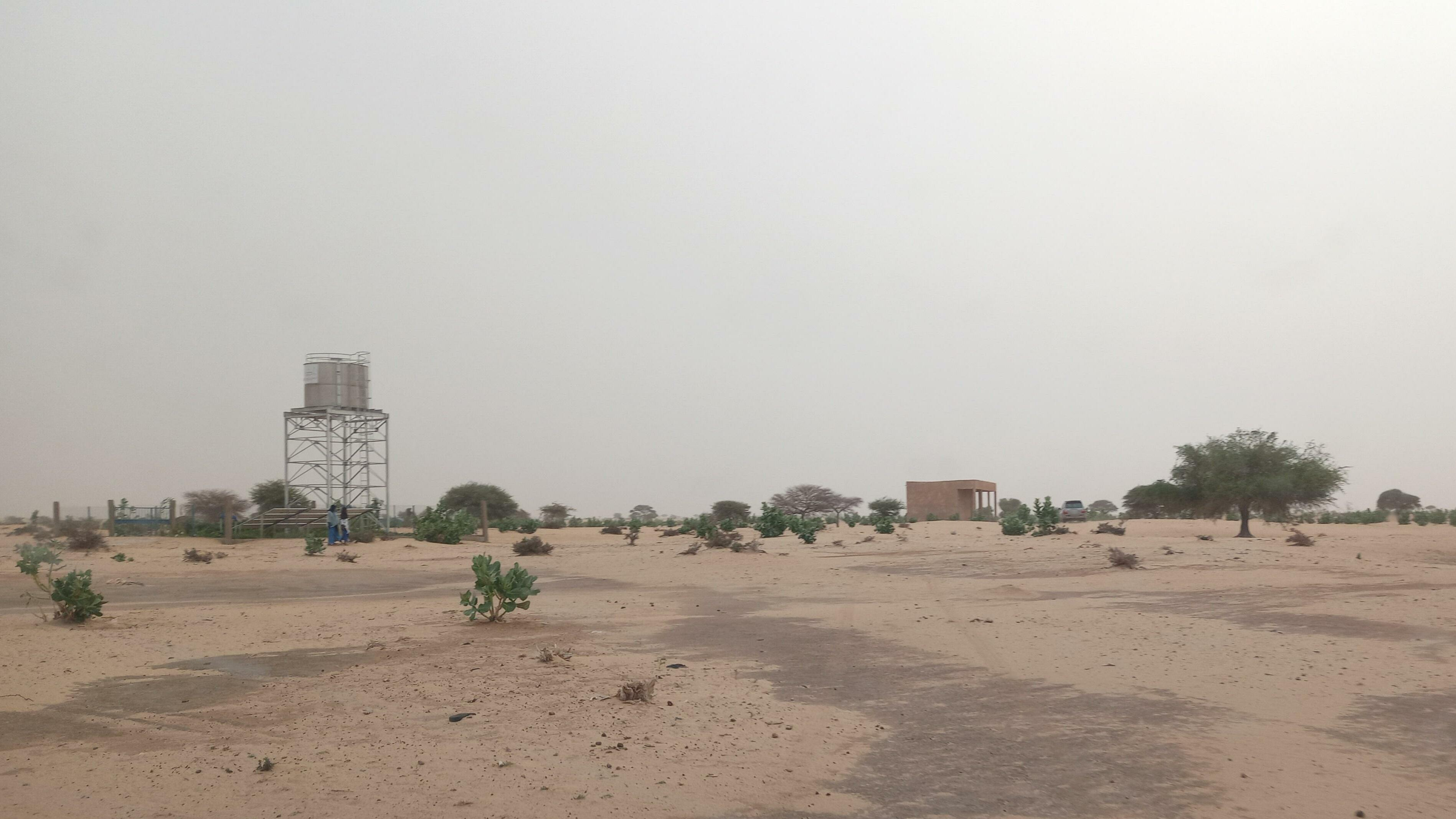
Ortsansicht von Farak Gadambo in Tenhya (2023)

Im Hauptort und im Dorf Farak Gadambo werden von Tuareg Kamele gezüchtet. Gesundheitszentren des Typs Centre de Santé Intégré (CSI) sind im Hauptort sowie in den Siedlungen Farak Gadambo und Tiggar vorhanden. Beim Centre de Formation aux Métiers de Tenhya (CFM Tenhya) handelt es sich um ein Berufsausbildungszentrum.